# Flash Drive
Flash Drive (Flaşbellek) è un film del 2020 scritto e diretto da Derviş Zaim, noto regista e autore turco-cipriota. Tratto da una storia vera, il film segue le vicende attuali di un militare siriano dopo che sceglie di ribellarsi al regime di Assad.

## Sinossi
Ahmet è un soldato muto che lavora come fotografo nelle forze armate siriane. Ogni giorno, cataloga i cadaveri dei ribelli uccisi dal regime di Assad prima che siano distrutti. Stanco di far parte di un sistema di violenza, Ahmet salva i file su una chiave USB (flash drive) nell'attesa di far conoscere al mondo gli orrori della dittatura. Un giorno, decide di abbandonare il complesso militare sperando di chiedere asilo in Turchia. Tuttavia, lungo il cammino, Ahmet e la moglie Leyla incontrano i militanti dell'ISIS, i quali stanno tenendo in ostaggio una donna e un bambino orfano.

## Distribuzione
Il film fu presentato in anteprima mondiale in Turchia nell'ottobre del 2020, in concorso al Festival internazionale del cinema di Adalia. Nello stesso mese, fu proiettato al Bosphorus Film Festival, Istanbul, fra i dieci film in concorso per il Delfino d'Oro.

## Riconoscimenti
- 2020: Festival internazionale del cinema di Adalia – Candidatura all'Arancio d'Oro come miglior film
- 2020: Bosphorus Film Festival – Candidatura al Delfino d'Oro come miglior film
- 2020: Montpellier Mediterranean Film Festival – Social Energy Activities Young Audience Award